# 벽련항
벽련항은 경상남도 남해군 상주면 양아리, 벽련마을 인근에 있는 어항이다. 2002년 8월 6일 어촌정주어항으로 지정하여 관리하고 있다. 시설관리자는 남해군수이다.

## 어항 연혁
- 마을의 생김새가  연꽃모양으로 생겼다 하여 연화라 하였는데 1946년경에 벽련(碧蓮)이라 유래되었다.

## 어항 시설
- 방파제 L=108, B=4.6, 선착장 L=20m, B=8.0m, 물량장 L=27m, B=33m, 호안 207m, B=6.0m

## 주요 어종
- 멸치, 장어 등